# Mick Karn

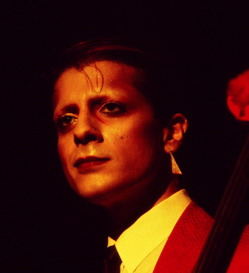
Mick Karn im November 1982

Mick Karn (* 24. Juli 1958 in Nikosia, Zypern; † 4. Januar 2011 in London, England, eigentlich: Adonis Michaelides) war ein britischer Musiker, der hauptsächlich als Bassist bekannt war.

## Karriere
Mick Karn lernte zunächst Holzblasinstrumente wie Fagott und Klarinette, bevor er zur Bassgitarre wechselte. Zusammen mit David Sylvian, dessen Bruder Steve Jansen und Richard Barbieri bildete Karn die Band Japan. Sein Fretless-Bass-Spiel war ein prägendes Element des Bandsounds.
Er arbeitete auch mit Gary Numan auf dessen Album Dance (1981) sowie nach der Auflösung von Japan mit Midge Ure (Single: After a Fashion, 1983) zusammen und nahm 1984 mit Peter Murphy, Mitglied der Formation Bauhaus, als Dalis Car ein Album auf. Weitere Kooperationen waren das Album Dreams of Reason Produce Monsters mit Steve Jansen und die Mitwirkung an Alben von Kate Bush und Joan Armatrading sowie einige Soloprojekte (Beard in the Letter Box, Plaster the Magic Tongue).  
Anfang der 1990er Jahre gründete er mit Jansen und Richard Barbieri das Label Medium; ferner arbeiteten die drei Musiker mit David Torn bei dessen Alben Bestial Cluster (1993) und The Tooth Mother (1995) zusammen. In dieser Zeit wirkte Karn auch an dem Bandprojekt Polytown mit, dem außer Torn der Schlagzeuger Terry Bozzio angehörte (Each Eye a Path). 1991 war Karn erneut mit seinen Bandkollegen von Japan, für das Album Rain Tree Crow im Studio. 
Im Sommer 2010 wurde bei Karn eine fortgeschrittene Krebserkrankung festgestellt. Zur Unterstützung von Karn und seiner Familie wurde die Kompilation …A Show Of Love, Respect & Grace – A Tribute To Mick Karn (The Council) herausgebracht.
Zu Jahresbeginn 2011 verstarb er im Alter von 52 Jahren an Krebs.

## Diskografie
Solo
- 1982: Titles
- 1987: Dreams of Reason Produce Monsters
- 1993: Bestial Cluster
- 1995: The Tooth Mother
- 2001: Each Eye A Path
- 2003: Each Path A Remix
- 2004: More Better Different
- 2005: Love's Glove (EP)
- 2006: Three Part Species
- 2009: The Concrete Twin

Jansen, Barbieri, Karn. Veröffentlichungen mit seinen Ex-Japan-Kollegen.
- 1993: Beginning To Melt
- 1993: Seed
- 1997: Playing In A Room With People
- 1999: ISM

Als Rain Tree Crow mit Jansen, Barbieri, Karn, Sylvian
- 1991: Rain Tree Crow

Kollaborationen
- 1983: After A Fashion (Midge Ure & Mick Karn) (Single)
- 1984: The Waking Hour (Dalis Car, ein Projekt mit Peter Murphy)
- 1992: Lonely Universe (mit Michael White, Michel Lambert und David Torn)
- 1994: Polytown (mit David Torn und Terry Bozzio)
- 1995: Jason’s Chord (von Andy Rinehart)
- 1999: Liquid Glass (mit Yoshihiro Hanno)
- 2012: InGladAloneness (Dalis Car, ein Projekt mit Peter Murphy), letzte Studioaufnahmen von Mick Karn

als Gastmusiker (Auszug)
- 1981: Gary Numan: Dance ("A Slowcar To China", "A Subway Called 'You'", "She's Got Claws", "Boys Like Me", "My Brothers Time")
- 1982: Gary Numan: I, Assassin ("We Take Mystery (Early Version)")
- 1989: Kate Bush: The sensual world (Track #5 "Heads we´re dancing")
- 1990: Joan Armatrading: Hearts and Flowers ("More Than One Kind Of Love", "Voodoo Chile", "Brave Light Of Sun", "Promise", "Taste Of")

Compilations
- 2010: We Were So Turned On: A Tribute to David Bowie: Mick Karn "Ashes To Ashes"